# Fedcupový tým Estonska
Tým Estonska v Billie Jean King Cupu reprezentuje Estonsko v tenisové soutěži ženských týmů od roku 1992 pod vedením národního tenisového svazu Eesti Tennise Liit. Před ziskem nezávislosti samostatného estonského státu v roce 1991 reprezentovaly estonské tenistky předchozí státní útvar Sovětský svaz.
Nejlepším výsledkem Estonska je účast v barážích o Světovou skupinu 2004 a 2010. V prvním případě tým podlehl Česku a podruhé nestačil na Belgii.
V roce 2010 si estonský celek poprvé zahrál 2. světovou skupinu, v níž se udržel i následující ročník. Barážový zápas o 2. světovou skupinu 2011 proti Bělorusku se zapsal do historie Billie Jean King Cupu, když skončil vůbec nejvýraznějším rozdílem mezistátního duelu. Běloruské hráčky deklasovaly Estonky 5:0 na zápasy a ve všech utkáních ztratily pouze 13 gamů.

## Výsledky

### 2009–2019
| Rok  | soutěž                                 | datum         | místo               | povrch     | soupeř              | skóre | výsledek |
| ---- | -------------------------------------- | ------------- | ------------------- | ---------- | ------------------- | ----- | -------- |
| 2009 | Zóna Evropy a Afriky, blok 1. skupiny  | 4. února      | Tallinn, Estonsko   | tvrdý (h)  | Bulharsko           | 3–0   | výhra    |
| 2009 | Zóna Evropy a Afriky, blok 1. skupiny  | 5. února      | Tallinn, Estonsko   | tvrdý (h)  | Chorvatsko          | 2–1   | výhra    |
| 2009 | Zóna Evropy a Afriky, baráž 1. skupiny | 7. února      | Tallinn, Estonsko   | tvrdý (h)  | Bělorusko           | 2–0   | výhra    |
| 2009 | Světová skupina II, baráž              | 25.–26. dubna | Tallinn, Estonsko   | tvrdý (h)  | Izrael              | 3–2   | výhra    |
| 2010 | Světová skupina II                     | 6.–7. února   | Tallinn, Estonsko   | tvrdý (h)  | Argentina           | 4–1   | výhra    |
| 2010 | Světová skupina, baráž                 | 24.–25. dubna | Hasselt, Belgie     | antuka (h) | Belgie              | 2–3   | prohra   |
| 2011 | Světová skupina II                     | 5.–6. února   | Tallinn, Estonsko   | tvrdý (h)  | Španělsko           | 1–4   | prohra   |
| 2011 | Světová skupina II, baráž              | 16.–17. dubna | Minsk, Bělorusko    | tvrdý (h)  | Bělorusko           | 0–5   | prohra   |
| 2012 | Zóna Evropy a Afriky, blok 1. skupiny  | 1. února      | Ejlat, Izrael       | tvrdý      | Bulharsko           | 0–3   | prohra   |
| 2012 | Zóna Evropy a Afriky, blok 1. skupiny  | 2. února      | Ejlat, Izrael       | tvrdý      | Rakousko            | 1–2   | prohra   |
| 2012 | Zóna Evropy a Afriky, baráž 1. skupiny | 4. února      | Ejlat, Izrael       | tvrdý      | Nizozemsko          | 1–2   | prohra   |
| 2013 | Zóna Evropy a Afriky, blok 2. skupiny  | 17. dubna     | Ulcinj, Černá Hora  | antuka     | Tunisko             | 1–2   | prohra   |
| 2013 | Zóna Evropy a Afriky, blok 2. skupiny  | 18. dubna     | Ulcinj, Černá Hora  | antuka     | Lotyšsko            | 0–3   | prohra   |
| 2013 | Zóna Evropy a Afriky, blok 2. skupiny  | 19. dubna     | Ulcinj, Černá Hora  | antuka     | Finsko              | 0–2   | prohra   |
| 2013 | Zóna Evropy a Afriky, baráž 2. skupiny | 20. dubna     | Ulcinj, Černá Hora  | antuka     | Jižní Afrika        | 1–2   | prohra   |
| 2014 | Zóna Evropy a Afriky, blok 3. skupiny  | 5. února      | Tallinn, Estonsko   | tvrdý (h)  | Namibie             | 3–0   | výhra    |
| 2014 | Zóna Evropy a Afriky, blok 3. skupiny  | 7. února      | Tallinn, Estonsko   | tvrdý (h)  | Arménie             | 3–0   | výhra    |
| 2014 | Zóna Evropy a Afriky, baráž 3. skupiny | 8. února      | Tallinn, Estonsko   | tvrdý (h)  | Dánsko              | 2–0   | výhra    |
| 2015 | Zóna Evropy a Afriky, blok 2. skupiny  | 4. února      | Tallinn, Estonsko   | tvrdý (h)  | Bosna a Hercegovina | 3–0   | výhra    |
| 2015 | Zóna Evropy a Afriky, blok 2. skupiny  | 5. února      | Tallinn, Estonsko   | tvrdý (h)  | Jižní Afrika        | 1–2   | prohra   |
| 2015 | Zóna Evropy a Afriky, blok 2. skupiny  | 6. února      | Tallinn, Estonsko   | tvrdý (h)  | Egypt               | 2–1   | výhra    |
| 2015 | Zóna Evropy a Afriky, baráž 2. skupiny | 7             | Tallinn, Estonsko   | tvrdý (h)  | Slovinsko           | 2–0   | výhra    |
| 2016 | Zóna Evropy a Afriky, blok 1. skupiny  | 3. února      | Ejlat, Izrael       | tvrdý      | Chorvatsko          | 1–2   | prohra   |
| 2016 | Zóna Evropy a Afriky, blok 1. skupiny  | 4. února      | Ejlat, Izrael       | tvrdý      | Izrael              | 0–3   | prohra   |
| 2016 | Zóna Evropy a Afriky, blok 1. skupiny  | 5. února      | Ejlat, Izrael       | tvrdý      | Turecko             | 2–1   | výhra    |
| 2017 | Zóna Evropy a Afriky, blok 1. skupiny  | 8. února      | Tallinn, Estonsko   | tvrdý (h)  | Bulharsko           | 2–1   | výhra    |
| 2017 | Zóna Evropy a Afriky, blok 1. skupiny  | 9. února      | Tallinn, Estonsko   | tvrdý (h)  | Izrael              | 2–1   | výhra    |
| 2017 | Zóna Evropy a Afriky, blok 1. skupiny  | 10. února     | Tallinn, Estonsko   | tvrdý (h)  | Srbsko              | 1–2   | prohra   |
| 2017 | Zóna Evropy a Afriky, baráž 1. skupiny | 11. února     | Tallinn, Estonsko   | tvrdý (h)  | Rakousko            | 1–2   | prohra   |
| 2018 | Zóna Evropy a Afriky, blok 1. skupiny  | 8. února      | Tallinn, Estonsko   | tvrdý (h)  | Portugalsko         | 2–1   | výhra    |
| 2018 | Zóna Evropy a Afriky, blok 1. skupiny  | 9. února      | Tallinn, Estonsko   | tvrdý (h)  | Velká Británie      | 0–3   | prohra   |
| 2018 | Zóna Evropy a Afriky, baráž 1. skupiny | 10. února     | Tallinn, Estonsko   | tvrdý (h)  | Chorvatsko          | 2–1   | výhra    |
| 2019 | Zóna Evropy a Afriky, blok 1. skupiny  | 6. února      | Zelená Hora, Polsko | tvrdý (h)  | Bulharsko           | 1–2   | prohra   |
| 2019 | Zóna Evropy a Afriky, blok 1. skupiny  | 7. února      | Zelená Hora, Polsko | tvrdý (h)  | Švédsko             | 1–2   | prohra   |
| 2019 | Zóna Evropy a Afriky, blok 1. skupiny  | 8. února      | Zelená Hora, Polsko | tvrdý (h)  | Ukrajina            | 0–3   | prohra   |
| 2019 | Zóna Evropy a Afriky, baráž 1. skupiny | 9. února      | Zelená Hora, Polsko | tvrdý (h)  | Dánsko              | 2–0   | výhra    |

### 2020–2029
| Rok  | soutěž                                 | datum         | místo               | povrch    | soupeř       | skóre | výsledek |
| ---- | -------------------------------------- | ------------- | ------------------- | --------- | ------------ | ----- | -------- |
| 2021 | Zóna Evropy a Afriky, 1. skupina       | 5. února 2020 | Tallinn, Estonsko   | tvrdý (h) | Řecko        | 1–2   | prohra   |
| 2021 | Zóna Evropy a Afriky, 1. skupina       | 6. února 2020 | Tallinn, Estonsko   | tvrdý (h) | Itálie       | 1–2   | prohra   |
| 2021 | Zóna Evropy a Afriky, 1. skupina       | 7. února 2020 | Tallinn, Estonsko   | tvrdý (h) | Rakousko     | 2–1   | výhra    |
| 2021 | Zóna Evropy a Afriky, baráž 1. skupiny | 8. února 2020 | Tallinn, Estonsko   | tvrdý (h) | Ukrajina     | 1–2   | prohra   |
| 2022 | Zóna Evropy a Afriky, 1. skupina       | 11. dubna     | Antalya, Turecko    | antuka    | Srbsko       | 1–2   | prohra   |
| 2022 | Zóna Evropy a Afriky, 1. skupina       | 13. dubna     | Antalya, Turecko    | antuka    | Turecko      | 1–2   | prohra   |
| 2022 | Zóna Evropy a Afriky, 1. skupina       | 14. dubna     | Antalya, Turecko    | antuka    | Dánsko       | 1–2   | prohra   |
| 2022 | Zóna Evropy a Afriky, 1. skupina       | 15. dubna     | Antalya, Turecko    | antuka    | Maďarsko     | 0–3   | prohra   |
| 2022 | Zóna Evropy a Afriky, baráž 1. skupiny | 16. dubna     | Antalya, Turecko    | antuka    | Švédsko      | 1–2   | prohra   |
| 2023 | Zóna Evropy a Afriky, blok 2. skupiny  | 10. dubna     | Oeiras, Portugalsko | antuka    | Jižní Afrika | 3–0   | výhra    |
| 2023 | Zóna Evropy a Afriky, blok 2. skupiny  | 11. dubna     | Oeiras, Portugalsko | antuka    | Kosovo       | 3–0   | výhra    |
| 2023 | Zóna Evropy a Afriky, blok 2. skupiny  | 12. dubna     | Oeiras, Portugalsko | antuka    | Irsko        | 3–0   | výhra    |
| 2023 | Zóna Evropy a Afriky, blok 2. skupiny  | 13. dubna     | Oeiras, Portugalsko | antuka    | Litva        | 2–1   | výhra    |
| 2023 | Zóna Evropy a Afriky, blok 2. skupiny  | 14. dubna     | Oeiras, Portugalsko | antuka    | Gruzie       | 3–0   | výhra    |
| 2023 | Zóna Evropy a Afriky, baráž 2. skupiny | 15. dubna     | Oeiras, Portugalsko | antuka    | Řecko        | 0–2   | prohra   |
| 2024 | Zóna Evropy a Afriky, blok 2. skupiny  | bude oznámeno | bude oznámeno       |           |              |       |          |

## Složení týmu
| Rok  | Členky týmu        | Členky týmu      | Členky týmu      | Členky týmu    |
| ---- | ------------------ | ---------------- | ---------------- | -------------- |
| 2023 | Anett Kontaveitová | Elena Malõginová | Maileen Nuudiová | Ingrid Neelová |
| 2023 | Laura Rahnelová    | —                | —                | —              |